# Танки Онлайн
Та́нки Онла́йн — багатокористувацька браузерна онлайн-гра в жанрі аркадного танкового симулятора. Використовує бізнес-модель free-to-play. Розроблена компанією AlternativaPlatform і видана 2009 року.

## Ігровий процес

### Основний
Ігровий процес має кілька паралелей з відомою класичною грою 1985 року Battle City. Але, на відміну від Battle City, основою ігрового процесу «Танків Онлайн» є система PvP — гравець проти гравця. Гравці змагаються один з одним, а за кожний знищений танк супротивника зараховується фраг і нараховуються очки досвіду.
У грі передбачено кілька режимів боїв (у тому числі командних), система військових звань і велика кількість варіантів озброєння для танка. Замість того, щоб обирати танк зі списку, гравцям пропонується зібрати власну машину, комбінуючи зброю, корпус і захисне покриття відповідно до своїх уподобань.
Визначившись із деталями танка, гравець вступає в битви з іншими користувачами, де, крім очок досвіду, заробляє ігрову валюту гри — кристали. Просуваючись вгору кар'єрними сходами, він відкриває доступ до нового озброєння та покращення вже доступних предметів.
На полі бою випадають ящики з боєприпасами — гравці можуть наткнутися на такі, що дають подвійну силу, подвійний захист, прискорення та ремонтний комплект, покращують танк і прискорюють ігровий процес. За бажанням гравці можуть запастися боєприпасами, придбавши їх у гаражі за кристали, і згодом використати у битвах.
Головна мета будь-якого танкіста — отримання звання Легенди, максимально вдосконалити свій танк і розвивати ігрові навички доти, доки супротивники не визнають свою безпомічність.
Також існують щоденні завдання, доступні зі звання капрала, та придбання платного «Преміум»-аккаунту.

### Режими гри
Бої можуть бути семи типів:
- Кожен сам за себе (англ. Deathmatch, DM) — найстаріший режим бою. У деяких випадках на окремих картах битви не поступаються за динамічністю й прибутковістю боям режиму «Захоплення прапора» і «Контроль точок». Метою є знищення максимальної кількості танків за відведений на раунд час або першому досягнення встановленого порогу. Режим доступний тільки в PRO битвах і з'являється під час спеціальних святкових подій;
- Командний бій (англ. Team Deathmatch, TDM) — командний бій, ідейний продовження класичного Deathmatch. Потрібно знищити більше танків, ніж команда суперника. Битви обмежуються або кількістю знищень, або за часом.
- Захоплення прапора (англ. Capture the Flag, CTF)— класичний командний режим, в якому потрібно відвезти прапор з ворожої бази на свою, не давши при цьому зробити те ж саме противнику. Битви обмежуються або кількістю прапорів, або за часом.
- Контроль точок (англ. Control Points, CP) — потрібно захоплювати точки, особливим чином позначені місця на карті. За володіння ними команді нараховуються очки. Битви обмежуються або кількістю очок, або за часом.
- Штурм (англ. Assault, ASL) — командний режим бою, доступний у матчмейкінгових битвах. Потрібно набрати більше очок, ніж команда-суперник, одним з двох способів, що залежать від сторони: напад або оборона. Битви обмежуються кількістю командних очок і за часом. Режим втілює в собі особливості CTF і TDM, гравці поділяються на дві команди, кожна сторона маєвласні задачі.
- Регбі (англ. Rugby, RGB) — командний режим бою, доступний в звичайних (не PRO) битвах. Потрібно доставити м'яч на ворожу базу, не давши зробити це противнику. Битви обмежуються або кількістю доставлених м'ячів (забитих «голів»), або за часом.
- Осада (англ. Siege, SGE) — незвичайний командний режим бою, схожий на режим «контроль точок», але має особливості. Потрібно утримувати контроль над певною точкою, не даючи противнику наблизитися до неї, і потім переміщатися до наступного активної точки.
- Командний джаггернаут (англ. Team Juggernaut, TJR) — командний режим з «босами»-джаггернаутами в кожній команді. Потрібно знищувати ворожого джаггернаута і захищати свого.
- Одиночний джаггернаут (англ. Solo Juggernaut, SJR) — одиночний режим, вдосконалений аналог режиму «кожен сам за себе». Один танкіст керує супертанком «Джаггернаут». Роль Джаггернаута на початку битви дістається випадковому учаснику бою. Гравець, що знищив Джаггернаута, перехоплює контроль над супертанком. Потрібно знищити найбільше танків за відведений час або першому досягти встановлений поріг знищень. Цей режим з'являється в грі тільки під час спеціальних святкових подій.

Гра може йти як між обраними випадковим чином командами, так і між раніше створеними кланами (кланові чемпіонати).

### Система звань
У грі реалізовано систему звань, які відкривають гравцям доступ до нових можливостей, таких як придбання нових і покращення наявних корпусів і гармат, придбання нових покриттів, доступ до карт. Чергове звання присвоюється гравцеві автоматично при досягненні визначеної кількості очок досвіду.
Бойовий досвід нараховується за знищення танків супротивника в усіх режимах гри, а крім того: в режимі «Захоплення прапора» — за доставку ворожого прапора чи повернення свого, в режимі «Контроль точок» — за захоплення контрольної точки чи звільнення раніше захопленої супротивником точки, а також за лікування союзників.
За досягнення кожного нового звання гравець отримує бонусні кристали, сума яких залежить від рангу.

### Гараж
Купівля товарів у гаражі дозволяє гравцеві підвищити боєздатність танку. Всі доступні предмети й покращення можуть бути придбані за кристали. При переході до гаражу з битви гравці мають змогу змінити озброєння на ходу.

### Система поліпшення
Гармати, корпуси та модулі мають по сім рівнів покращень (англ. Mark, скор. Mk), які збільшують бойові характеристики озброєння, а також змінюють їх зовнішній вигляд. Покращення відкриваються поступово з отриманням нових звань.
Крім того, гравці мають змогу покращувати деякі параметри гармат, корпусів і захисних модулів за допомогою системи поліпшень.

### Кристали
Кристали — це основна валюта «Танків Онлайн», за яку можна придбати всі внутрішньо-ігрові предмети. Кристали можна заробляти кількома способами:
1. Беручи участь у битвах
2. Виконуючи щоденні завдання
3. Ловлячи «золоті ящики»
4. Отримуючи звання
5. Купуючи за реальні гроші

## Історія розробки
Гру було представлено у травні 2009 року на конференції КРІ 2009, де вона отримала нагороди «Найкраща гра без видавця» і «Найкраща технологія». «Танки Онлайн» використовує власний гральний рушій компанії — Alternativa3D 8, заснований на Adobe Flash. Вихід відбувся того ж року.
У 2013 і 2014 роках проєкт ставав лауреатом «Премії Рунету» в номінації «Народне голосування». Вважається найпопулярнішою грою компанії-розробника, приносячи 7 мільйонів доларів річного прибутку з двома мільйонами гравців щомісяця (серед яких 90 % з Росії). У 2013 році кількість зареєстрованих учасників у грі сягнула 20 мільйонів, щодня проходило близько 90 тисяч боїв загальною тривалістю понад 700 тисяч ігрових годин, а найбільша кількість гравців у онлайні сягнула 60 тисяч чоловік.

## Подальший розвиток
Влітку 2011 року вийшли Танки Онлайн 2.0.
На початку 2016 року з'являться нові «Танки Онлайн» (під назвою Tanki X), розроблені тими ж авторами, але з використанням рушія Unity замість власного рішення. Робота над грою розпочалася в середині 2014 року. За кілька місяців до релізу відбудеться загальне тестування нової гри, що складатиметься з закритого тестування, тестування за участю обраних тестувальників і відкритого тестування, участь в якому зможе взяти будь-хто. [джерело не вказане 3455 днів]
Нова гра розвиватиметься паралельно зі старою, попередня версія «Танків» продовжила отримувати оновлення, однак восени 2019 року було заявлено про закриття проекту (Tanki X). Деякий функціонал гри було перенесено в «Танки Онлайн».